# Frederic I de Württemberg (1557-1608)
Frederic I de Württemberg (en alemany Friedrich I von Württemberg) va néixer a la ciutat francesa de Montbéliard el 19 d'agost de 1557 i va morir a Stuttgart el 29 de gener de 1608. Era un noble alemany de la Casa de Württemberg, fill del comte de Montbéliard Jordi I (1498-1558) i de Bàrbara de Hessen (1536-1597).
La seva mare, que s'havia casat amb només dinou anys, quan el seu pare en tenia cinquanta-set, va morir en el moment del part i el seu pare poc després, de manera que Frederic va ser criat per la família.
Va ser duc de Württemberg i comte de Montbéliard de 1568 a 1608. Però no va rebre la investidura de mans de l'Emperador Rodolf II fins al 1580. Frederic va consolidar el dogma luterà en tots els dominis que li pertanyien el 1586, i va arbitrar un important debat que va tenir lloc a Montbéliard entre calvinistes i luterans. El luteranisme va ser definitivament confimat com a religió de l'Estat. El príncep esdevenia el cap de l'Església, "summus episcopus", amb una autoritat i unes funcions similars a les d'un bisbe.
Frederic era considerat un home intel·ligent, erudit, generós i un gran mecenes de les arts i les lletres. Durant el seu regnar va vetllar pel desenvolupament cultural i econòmic del país. Va reforçar l'educació amb especial cura per l'escola francesa de Montbéliard, i sobretot per l'educació secundària de la ciutat (anomenada "vella escola"), per la qual podien passar tots els estudiants que ho mereixien amb una beca que els permetia cursar estudis superiors a la Universitat de Tübingen a Alemanya. D'altra banda, va afavorir els oficis artesanals amb la concessió d'un estatut privilegiat, així com la cria de bestiar oví mitjançant la creació de diverses granges estatals. També va desenvolupar la indústria del paper i les explotacions de ferro a tota la regió. No obstant això, el manteniment de la seva nombrosa família, el luxe de la cort, les grans festes, els seus costosos viatges i els edificis i noves adquisicions van esgotar les seves finances.

## Matrimoni i fills
El 1581 es va casar a Stuttgart amb Sibil-la d'Anhalt (1564-1614), filla del príncep Joaquim Ernest d'Anhalt (1536-1586) i d'Agnès de Barby Muehlingen
(1540-1569). El matrimoni va tenir quinze fills:
- Joan Frederic (1582-1628), casat amb la princesa Bàrbara Sofia de Brandenburg (1584-1636).
- Jordi Frederic (1583-1591)
- Sibil·la Elisabet (1584-1606), casada amb l'elector Joan Jordi I de Saxònia (1585-1656).
- Elisabet (1585-1585)
- Lluís Frederic (1586-1631), casat primer amb Elisabet Magdalena de Hessen-Darmstadt, i després amb Anna Elionor de Nassau-Saarbrücken-Weilburg.
- Joaquim Frederic (1587-1587)
- Juli Frederic (1588-1635), casat amb Anna Sabina de Schleswig-Holstein-Sonderburg (1593-1659).
- Felip Frederic (1589-1589)
- Eva Cristina (1590-1657), casada amb el duc Joan Jordi de Brandenburg-Jägerndorf (1577-1624).
- Frederic Aquil·les (1591-1630)
- Agnès (1592-1629), casada amb el príncep Francesc Juli de Saxònia-Lauenburg (1584-1634).
- Bàrbara (1593-1627), casada amb el marcgravi Frederic V de Baden-Durlach (1594-1659).
- Magnus (1594-1622)
- Augusta (1596-1596)
- Anna (1597-1650)